# Mountain men

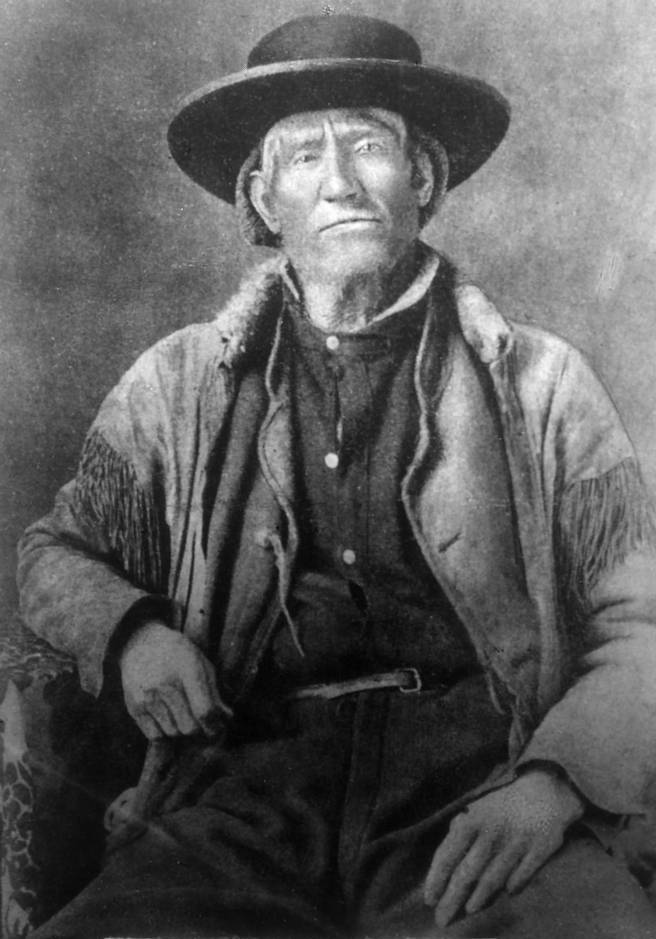
Jim Bridger, een beroemde mountain man.

Mountain men (het best te vertalen als 'bergmannen') waren mannen die in de 19e eeuw in de wildernis van Noord-Amerika leefden, met name in de Rocky Mountains. Deze vaak teruggetrokken avonturiers waren zelfvoorzienend en verdienden geld als pelsjager. Ze speelden een belangrijke rol in het verkennen van toen nog onbewoonde delen van de Verenigde Staten en het vinden van goede reisroutes voor de westwaartse migratie zoals het Oregon Trail. Hun hoogtijdagen lagen tussen 1810 en 1880.
Met name de expeditie van Lewis en Clark (1803–1806) leverde informatie over de noordwestelijke gebieden die door de Verenigde Staten werden geclaimd waarna de mountain men zich in deze gebieden begonnen te vestigen. Het Oregon Country in het noordwesten werd in die tijd nog door verschillende landen geclaimd (Spanje, Rusland, Groot-Brittannië en Frankrijk), wat ervoor zorgde dat het een soort niemandsland was. Dit maakte het een ideaal gebied voor vrijbuiters. Gaandeweg lieten de andere landen hun claim los, als laatste Groot-Brittannië in 1846. Hierna zou de migratie van Amerikanen naar dit gebied een vlucht nemen. De afname in bonthandel kondigde het einde van de mountain men aan. Velen van hen gingen werken als verkenners voor het leger en enkelen openden handelsposten langs het Oregon Trail.
Beroemde mountain men waren John Colter, Jedediah Smith, Jim Bridger en Seth Kinman.
In de 21e eeuw zijn er nog steeds mensen actief die zich mountain man noemen. Vaak leven zij slechts een deel van het jaar in de wildernis. Deze mountain men zijn zelfvoorzienend, leven van de jacht en overnachten in zelfgebouwde hutten.